# تپه ده‌سواران۱۴
تپه ده سواران۱۴ مربوط به دوران فرادیرینه‌سنگی است و در شهرستان کرمانشاه، بخش مرکزی، دهستان قره سو، ۸۰۰ متری جنوب روستای ده سواران واقع شده و این اثر در تاریخ ۱۸ اسفند ۱۳۸۷ با شمارهٔ ثبت ۲۴۸۹۳ به‌عنوان یکی از آثار ملی ایران به ثبت رسیده‌است.